# Чингер, Марк
Марк Чингер (венг. Márk Csinger; род. 31 мая 2003, Ясберень, Венгрия) — венгерский футболист, защитник клуба ДАК 1904 и сборной Венгрии до 21 года.

## Карьера
Играл на молодёжном уровне за «Сольнок» и МТК. В августе 2019 года перешёл в итальянский СПАЛ, где играл за команды U17 и U19. В июле 2022 года заключил контракт со словацким ДАКом и был отправлен в аренду в клуб Второй лиги Венгрии «Дьёр». Дебютировал за клуб 31 июля в матче с ФК «Ньиредьхаза». Отличился забитым мячом 8 февраля 2023 года в матче 1/8 финала Кубка Венгрии против «Дебрецена». В июне вернулся в ДАК, дебютировал в Чемпионате Словакии в матче с «Михаловце».

## Карьера в сборной
Выступал за национальные команды Венгрии до 16, 17, 19 и 21 года.